# Braunschweiger Straße 108, Halberstädter Straße 88

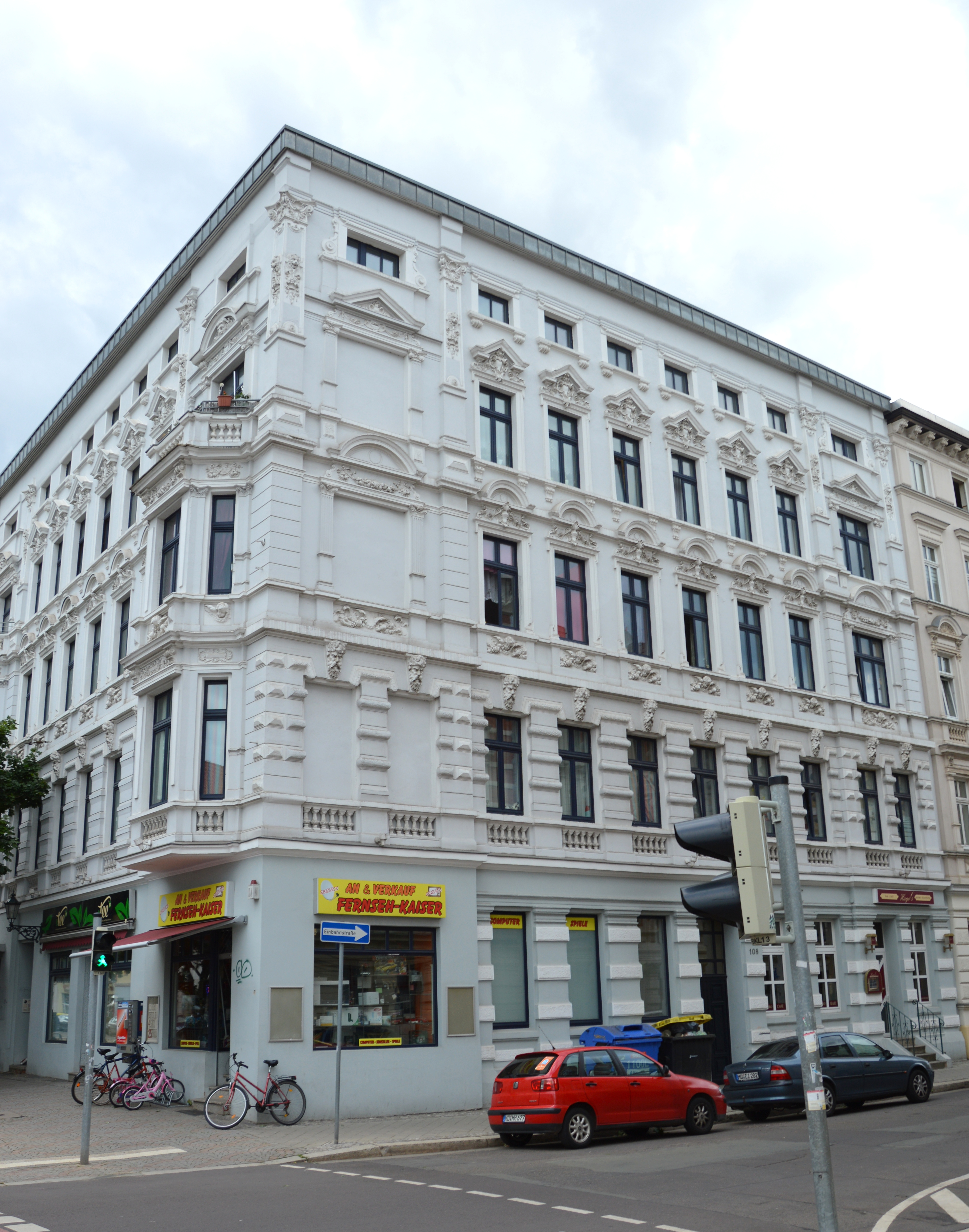
Braunschweiger Straße 108, Halberstädter Straße 88

Das Haus Braunschweiger Straße 108, Halberstädter Straße 88 ist ein denkmalgeschütztes Wohn- und Geschäftshaus in Magdeburg in Sachsen-Anhalt.

## Lage
Es befindet sich in einer markanten Ecklage an der Einmündung der Braunschweiger Straße auf die Halberstädter Straße im Stadtteil Sudenburg. Nördlich grenzt das gleichfalls denkmalgeschützte Haus Braunschweiger Straße 107, westlich das Gebäude Halberstädter Straße 90 an. Das Gebäude gehört als Einzeldenkmal zum Denkmalbereich Braunschweiger Straße 1–10, 98–108.

## Architektur und Geschichte
Das große viereinhalbgeschossige Eckhaus entstand im Jahr 1889 durch Maurermeister Hesse für den Bildhauer Zabel als Bauherren. Die Fassade des repräsentativen Gebäudes ist im Stil des Neobarock gestaltet und stark verziert. Zur Halberstädter Straße hin ist die Fassade aufwändiger ausgeführt. An den Seiten bestehen hier polygonale Erker, die sich vor dem ersten und zweiten Obergeschoss befinden. Die Fassade zur Braunschweiger Straße ist mit flach ausgebildeten Risaliten versehen. Sowohl am Erdgeschoss und der Beletage befinden sich starke Rustika. Die oberen Geschosse weisen an den Ecken des Hauses eine kolossale Gliederung aus Pilastern auf. Im ersten und zweiten Obergeschoss findet sich Schmuck mit Masken und Putten. Das Gesims war im Ursprung stark betont, präsentiert sich nach einer Entfernung des Gesimskästen in einem beeinträchtigten Zustand.
Im Denkmalverzeichnis für Magdeburg ist das Wohn- und Geschäftshaus unter der Erfassungsnummer 094 81976 als Baudenkmal verzeichnet. Vermutlich versehentlich wird das Haus darüber hinaus auch unter der Adresse Halberstädter Straße 88 mit der Erfassungsnummer 094 77081 geführt.